# Aya Kitō
 (décembre 2011).
Si vous disposez d'ouvrages ou d'articles de référence ou si vous connaissez des sites web de qualité traitant du thème abordé ici, merci de compléter l'article en donnant les références utiles à sa vérifiabilité et en les liant à la section « Notes et références ».
Aya Kitō (木藤 亜也, Kitō Aya, 19 juillet 1962 – 23 mai 1988) était une jeune lycéenne japonaise, auteur d'un journal intime relatant ses expériences personnelles vécues dans sa jeunesse, souffrant d'une ataxie spinocérébelleuse, maladie dépistée chez elle à l'âge de 15 ans.
Son journal, intitulé 1 Litre no Namida (1リットルの涙, Ichi Rittoru no Namida, lit. "1 Litre de Larmes"), a d'abord été publié au Japon le 25 février 1986, plus de 2 ans avant son décès à l'âge de 25 ans. Kito combattit la maladie pendant plus de 10 ans et malgré la douleur immense qu'elle dut endurer, ne perdit jamais vraiment espoir, comme en témoigne son journal. Celui-ci fut plus tard adapté au cinéma sous le titre Un litre de larmes en 2004 et, un an plus tard, en drama (One litre of tears) avec, dans le rôle d'Aya, Erika Sawajiri en 2005.
La forte volonté d'Aya Kitō eut un impact considérable pour de nombreux patients japonais, désespérés par leur cas, et le journal a été publié jusqu'aux États-Unis.

## Citations extraites du journal d'Aya
"[Ce journal n'a] rien de spécial. Juste la mémoire d'une fille qui fut choisie par une maladie particulière."
"Si tu lèves les yeux vers le ciel après être tombé par terre, le ciel bleu s'étend malgré tout à l'infini et te sourit...Je suis vivante."
"Les gens ne devraient pas ruminer le passé. Il suffit de faire de son mieux aujourd'hui et maintenant"
"Je ne veux plus dire des choses comme "Je veux revenir en arrière"...Je sais comment je suis à présent et je continuerai à vivre."